# Myrmarachne albosetosa
Myrmarachne albosetosa là một loài nhện trong họ Salticidae.
Loài này thuộc chi Myrmarachne. Myrmarachne albosetosa được Fred R. Wanless miêu tả năm 1978.